# Teatro Liceo
El Teatro Liceo és un teatre de Buenos Aires, (Argentina). Ha estat reconegut com el més antic de la ciutat. Va néixer el 1872 amb el nom de Teatro Eldorado, on si representaven varietats. El 1877 es va dir Teatro Goldoni; el 1893 Teatro Rivadavía; el 1907 Teatro Moderno i a partir de 1911, arran que un grup d'intel·lectuals es reunien en una confiteria del costat i l'anomenaven Liceo, aquest en va manllevar el nom.